# Glavni zaključak izvanredne Carske deputacije
Glavni zaključak izvanredne Carske deputacije, poznat kao Reichsdeputationshauptschluss, jest rezolucija koju je Carski sabor (Reichstag) Svetoga Rimskog Carstva donio 24. veljače 1803. godine. Ratificirao ga je car Franjo II., a postao je zakonom 27. travnja. Pokazao se posljednjim značajnim zakonom koji je Carstvo donijelo prije svojega raspada 1806. godine.
Rezoluciju je odobrila Carska deputacija (Reichsdeputation) 25. veljače te je podnijela Carskome saboru zahtjev za odobrenje. Temeljila se na planu dogovorenome u lipnju 1802. godine između Francuske i Rusije te na općim načelima navedenim u Miru u Lunévilleu iz 1801. godine. Zakon je sekulariziralo gotovo 70 crkvenih država i ukinulo 45 carskih gradova kako bi se brojnim njemačkim knezovima nadoknadili teritoriji zapadno od Rajne koje je Francuska anektirala kao rezultat Francuskih revolucionarnih ratova.

## Sekularizacija
Sekularizirane crkvene države (kneževine-biskupije, kneževine-priorati, kneževine-opatije i carske opatije) uglavnom su pripojene susjednim svjetovnim kneževinama, a nekoliko opatija je dano kao svjetovno leno malim kneževima koji su izgubili svoje posjede zapadno od Rajne. Samo su tri države zadržale svoj crkveni karakter: Regensburška nadbiskupija, koja je uzdignuta iz biskupije uključivanjem dijela Nadbiskupije Mainza, te zemlje Teutonskih vitezova i Ivanovaca. Nadbiskupija Salzburg sekularizirana je kao vojvodstvo s povećanim teritorijalnim opsegom te je postala izborna kneževina.
Osim toga, svi osim nekolicine od 51 carskoga grada ukinuti su i pripojeni susjednim državama.
Carski sabor jednoglasno je ratificirao Reichsdeputationshauptschluss u ožujku 1803. godine, a odobrio ga je car Franjo II. sljedeći mjesec. Međutim, car je dao formalnu rezervaciju u pogledu preraspodjele glasova unutar Carskoga sabora, budući da se ravnoteža između protestantskih i katoličkih država uvelike pomaknula u korist prvih.

## Ishod
Nekoliko država ostvarilo je značajne teritorijalne dobitke (ponajviše Baden, Württemberg, Bavarska, Saska i Pruska), a Badenu, Hessen-Kasselu i Württembergu dobili su status izborne kneževine. Od carskih gradova, samo su Augsburg, Bremen, Frankfurt na Majni, Hamburg, Lübeck i Nürnberg preživjeli kao neovisni entiteti. Carski sabor osnovao je Transrhenanische Sustationkommission kako bi dogovorio naknadu knezovima čiji su teritoriji ustupljeni Francuskoj. Nastavila je djelovati najmanje do 1820. godine (nakon pada Carstva), a njezini arhivi danas se čuvaju u Njemačkomu saveznom arhivu.
Načelo da Napoleonovi saveznici mogu očekivati dobitke i na teritoriju i na statusu također je uspostavljeno, a ponavljalo se u nekoliko navrata, prije svega 1806. godine kada je, u vrijeme osnivanja Rajnske konfederacije, preko 80 malih i srednjih svjetovnih država (poput kneževina i carskih grofovija) posredovano i pripojeno nekim od država članica nove konfederacije. Ti masovni teritorijalni i institucionalni preokreti doveli su do raspada Carstva iste godine.

## Napomene
1. ↑  Njemački: Hauptschluss der außerordentlichen Reichsdeputation.

## Vanjske poveznice
- Puni tekst, uključujući preambulu (njem.)